# Gangway

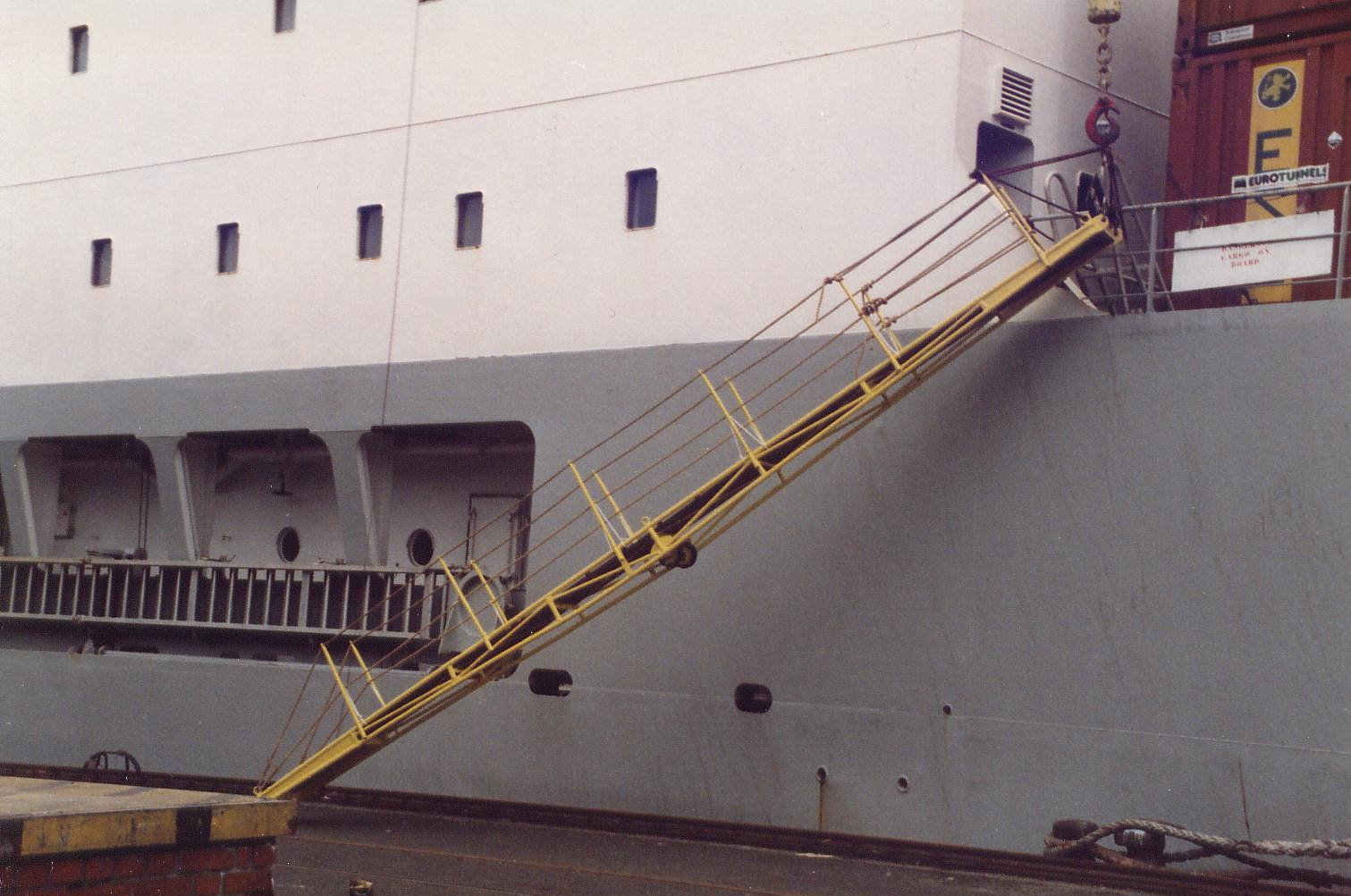
Landgang und eingeklapptes Fallreep von einem Überseeschiff

Eine Gangway ([ɡæŋweɪ]; deutsch „Laufgang“) ist der Anglizismus für eine Zugangsbrücke oder Zugangstreppe zum Besteigen oder Verlassen eines Schiffes oder Flugzeuges.

## Ursprünge in der Schifffahrt
Eine Gangway wird in der Seefahrt auch als Landgang (oberes Bild) oder (französisch) „Passerelle“ bezeichnet.
Insbesondere in der Binnenschifffahrt spricht man auch von Laufplanke.
Eine Urform der Gangway war aber auch das Fallreep, ein herabgelassenes Seil zum Erreichen höher gelegener Rümpfe, komfortabler auch als Strickleiter.
Als Fallreep wurde dann aber auch die an die Bordwand eines Schiffes gehängten schräge Treppe bezeichnet.
Der Gebrauch dieses Begriffs bezieht sich auf Seile als Haltegriffe an der Zuwegung und auf eine Eingangsöffnung im Schiffsrumpf.
Auf alten Segelschiffen war der Handlauf des Fallreeps meist ein aufwendig mit Knoten verziertes Tau (siehe dazu auch den Fallreepsknoten).

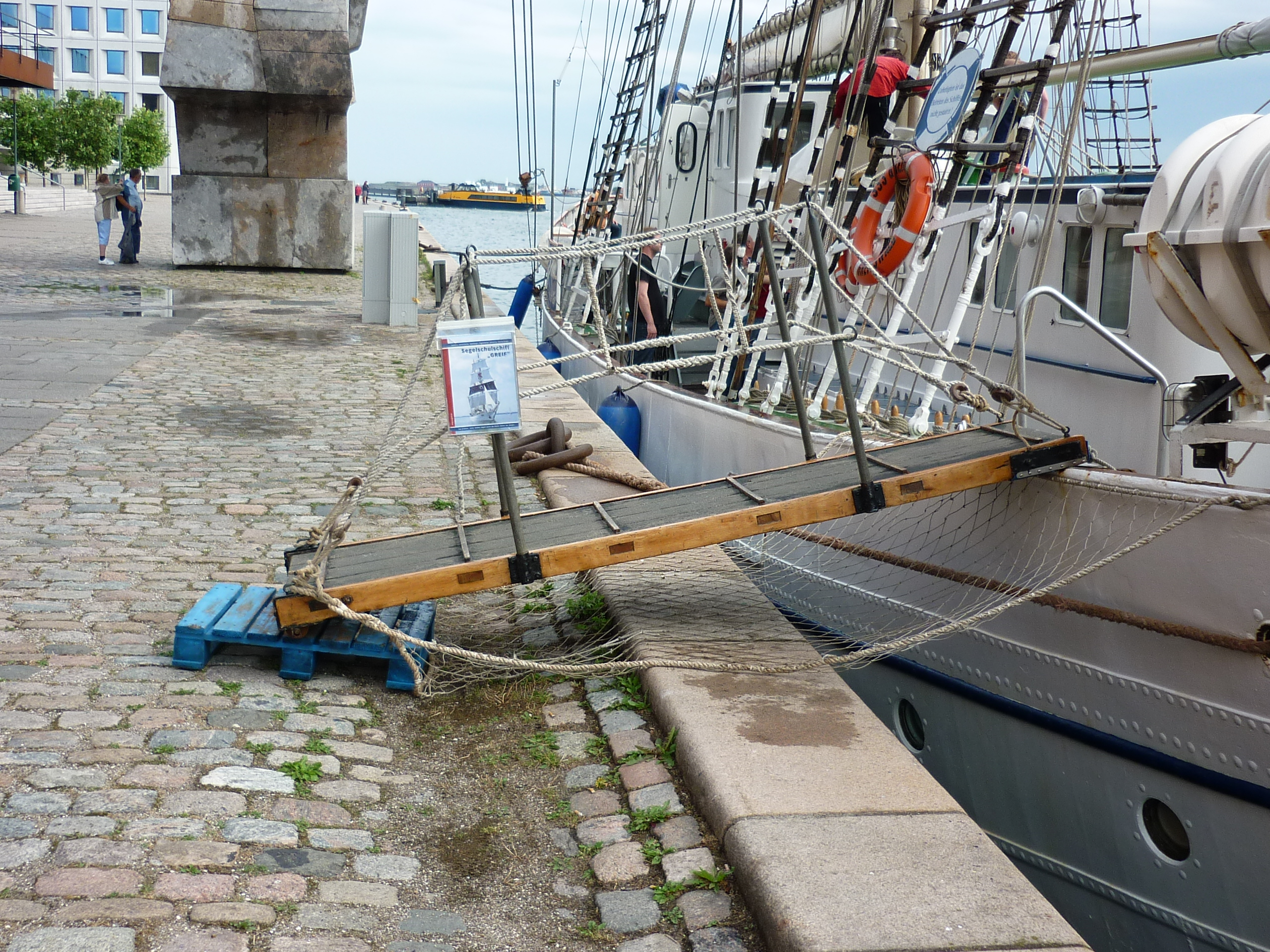
Gangway der Schonerbrigg Greif (Stelling)

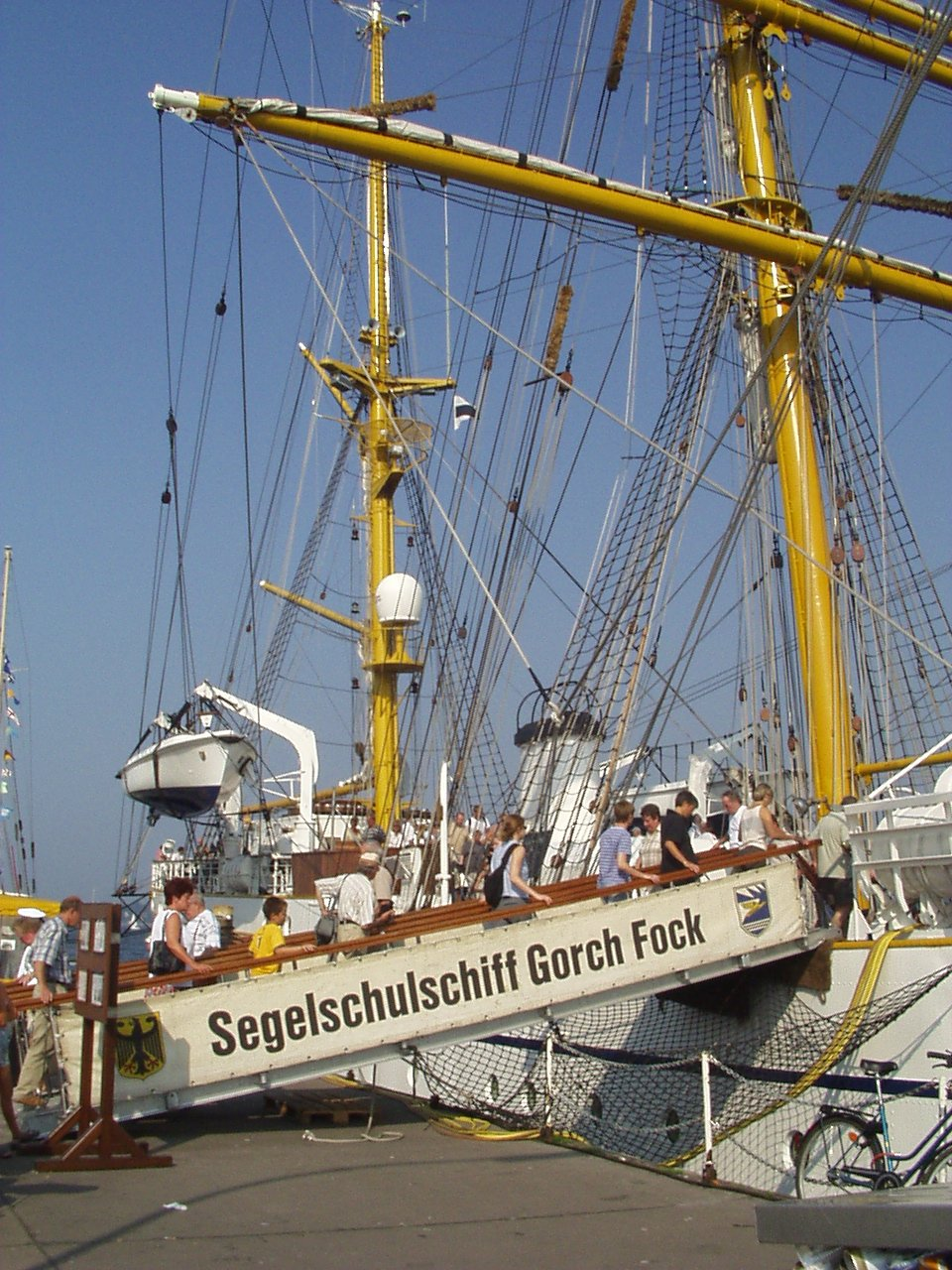
Gangway der Gorch Fock

Eine Gangway ist in der Schifffahrt entweder ein festverbundener Bestandteil des Schiffes und kann aus dem Schiff ausgeklappt oder eventuell auch hydraulisch herausgeschoben oder vom Deck herabgelassen werden oder sie ist, einer Brücke ähnlich, ein separates Bauteil.

## Luftfahrt

### Offene Gangway
Die Gangway in der Luftfahrt, in der Passagierluftfahrt auch Fluggasttreppe oder Fluggaststeig genannt, ist eine mobile Zugangstreppe, welche auf einem Fahrgestell befestigt und Teil der Flughafeninfrastruktur ist. Vereinzelt wird letztere manuell an den Flugzeugrumpf geschoben, häufiger wird sie aber durch spezielle Fahrzeuge herangezogen oder ist fest auf einer motorisierten Selbstfahrlafette montiert.

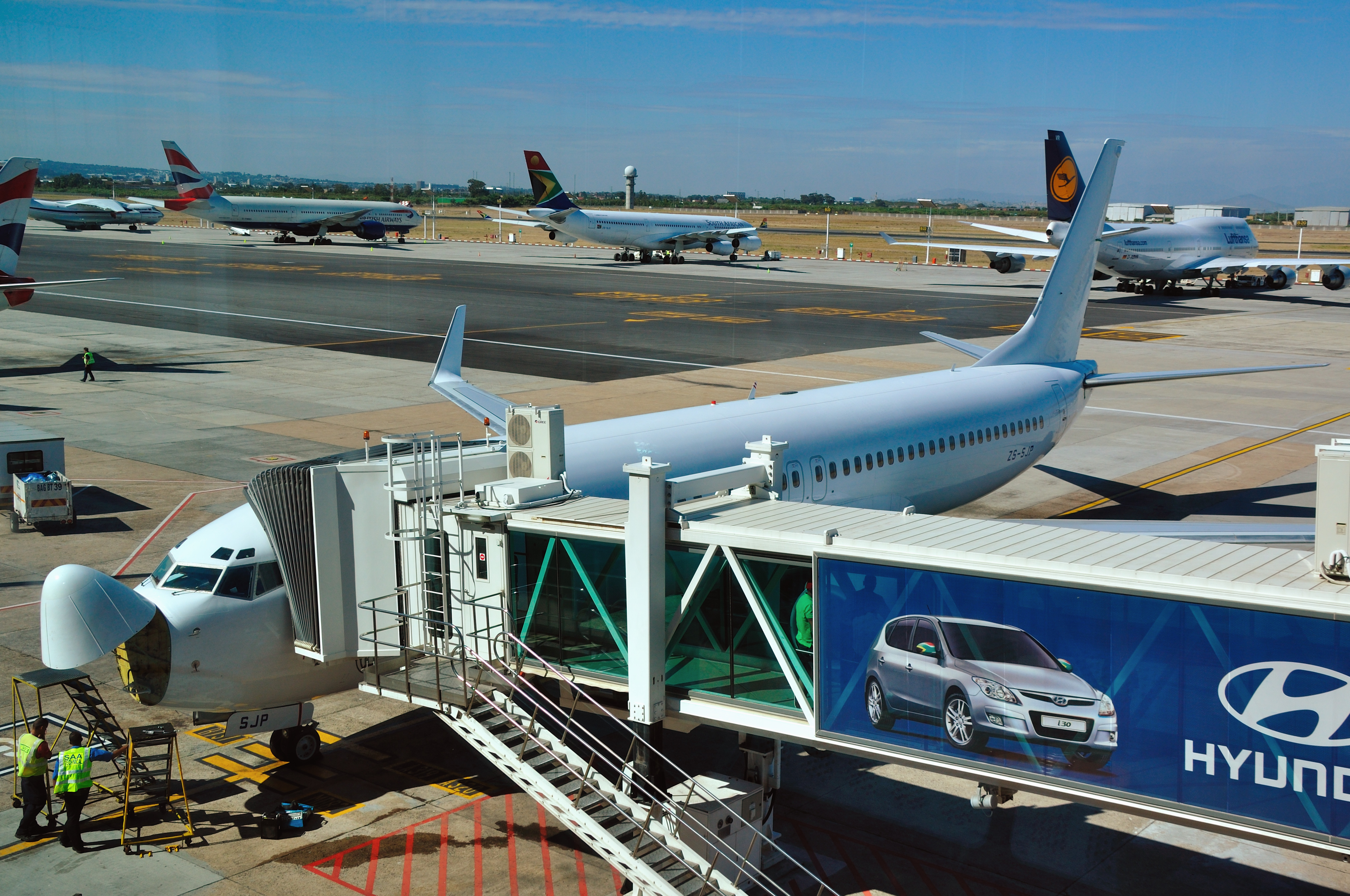
Eine fest mit dem Flugsteig und mobil mit dem Flugzeug verbundene Fluggastbrücke

### Geschlossene Gangway
Auf fast allen großen Flughäfen mit modernen Abfertigungshallen kommen heutzutage überwiegend Fluggastbrücken,  auch Passagierbrücke, Finger oder Rüssel (englisch passenger boarding bridge (PBB), jet bridge oder nur gangway) genannt,  zum Einsatz, die fest mit dem Flugsteig verbunden, aber zwei- oder dreidimensional bewegbar sind und so an die Kabinentüren der Flugzeuge herangefahren werden können. Über diese gelangen die Flugreisenden direkt in das Flugzeug und betreten im Verlauf des Boardings das Flugfeld nicht mehr. Die erste geschlossene Gangway wurde 1959 von American Airlines in San Francisco eingeführt. Passagiere der 1. Klasse benutzten den sogenannten „Jet Airwalk“, während die Gangway der 2. Klasse als „Jetway“ bezeichnet wurde. Da diese Art des Betretens des Flugzeuges die komfortabelste (für den Fluggast) und für den Flughafen die aufwändigste ist, wird sie Fluggesellschaften entsprechend in Rechnung gestellt. Um Kosten zu sparen, verzichten Billigfluggesellschaften daher oft darauf und nutzen klassische Gangways.
Eine Treppe als mit dem Flugzeug festverbundener Bestandteil, der nach Öffnen der Kabinentür seitlich oder aus dem Heck des Flugzeugs herausgeschoben, herausgefaltet bzw. ausgeklappt wird, ist keine Gangway, sondern wird im Englischen als "Airstair" bezeichnet, im Deutschen z. B. bei der Boeing 727 als "Hecktreppe". 

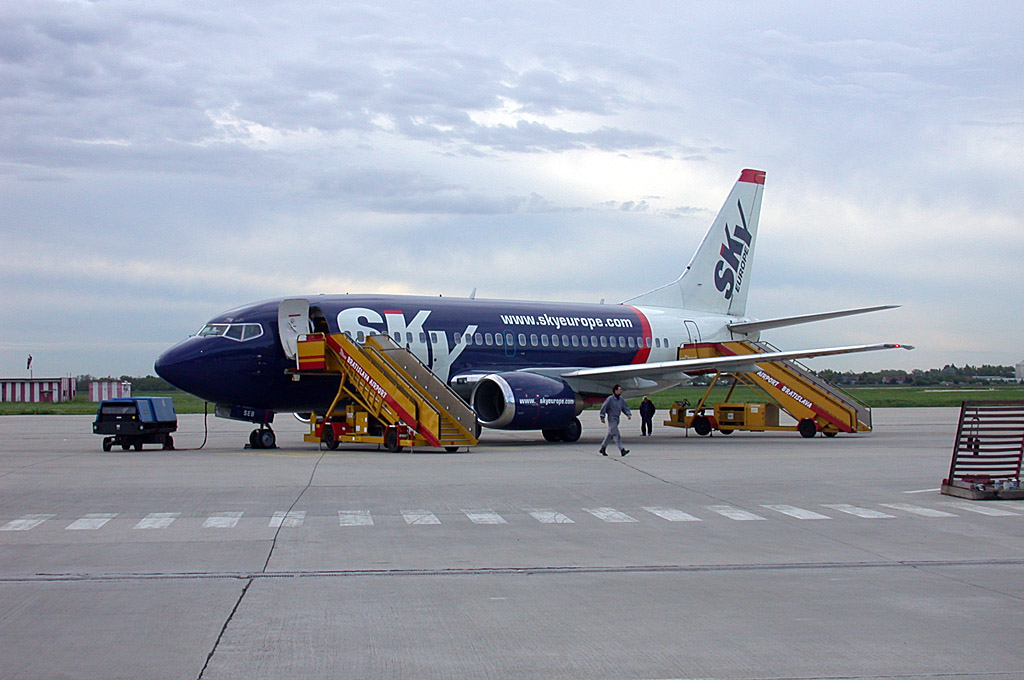
Mobile Gangwayfahrzeuge mit offener Gangway
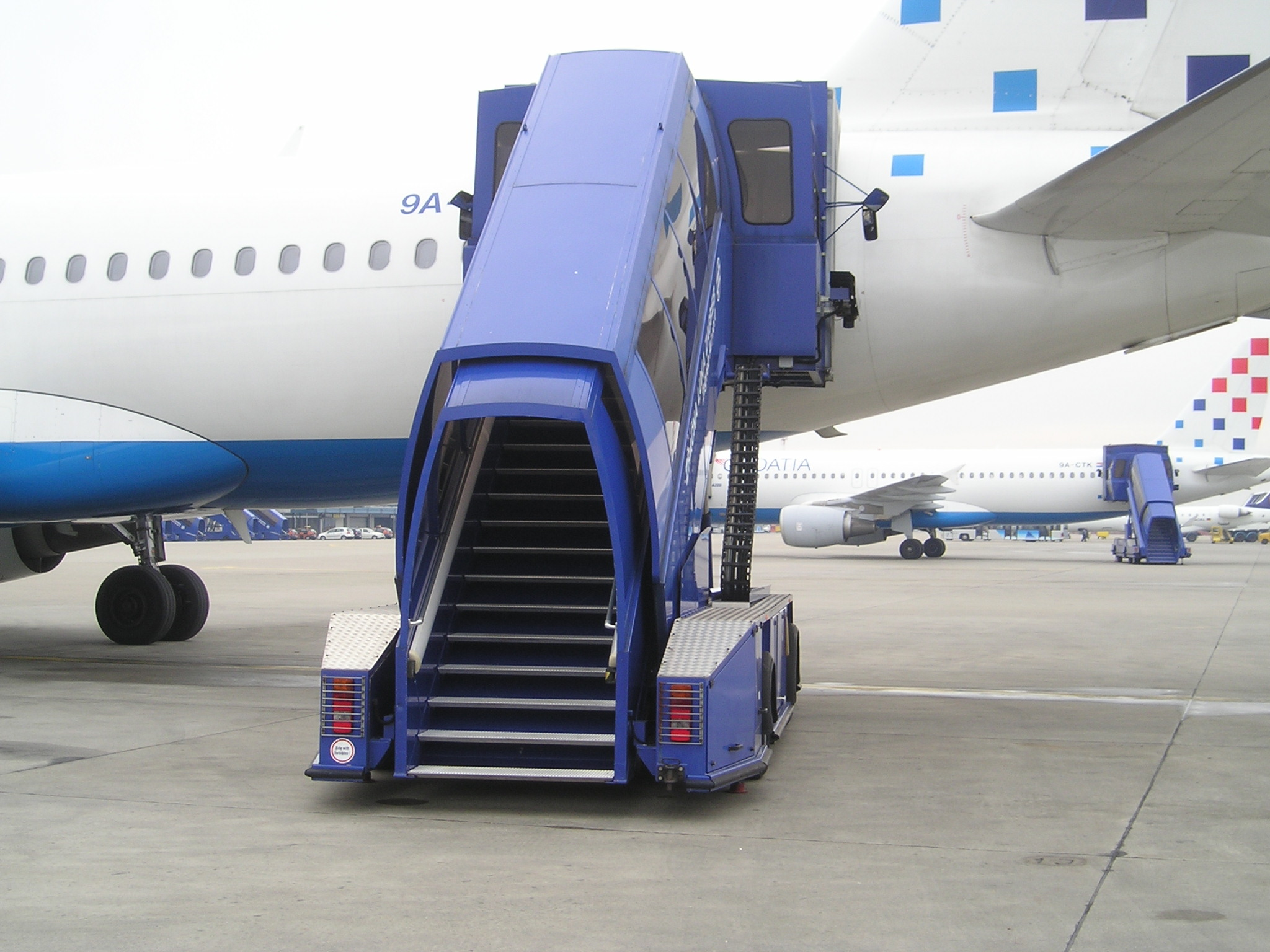
Mobile Gangwayfahrzeuge mit gedeckter Gangway
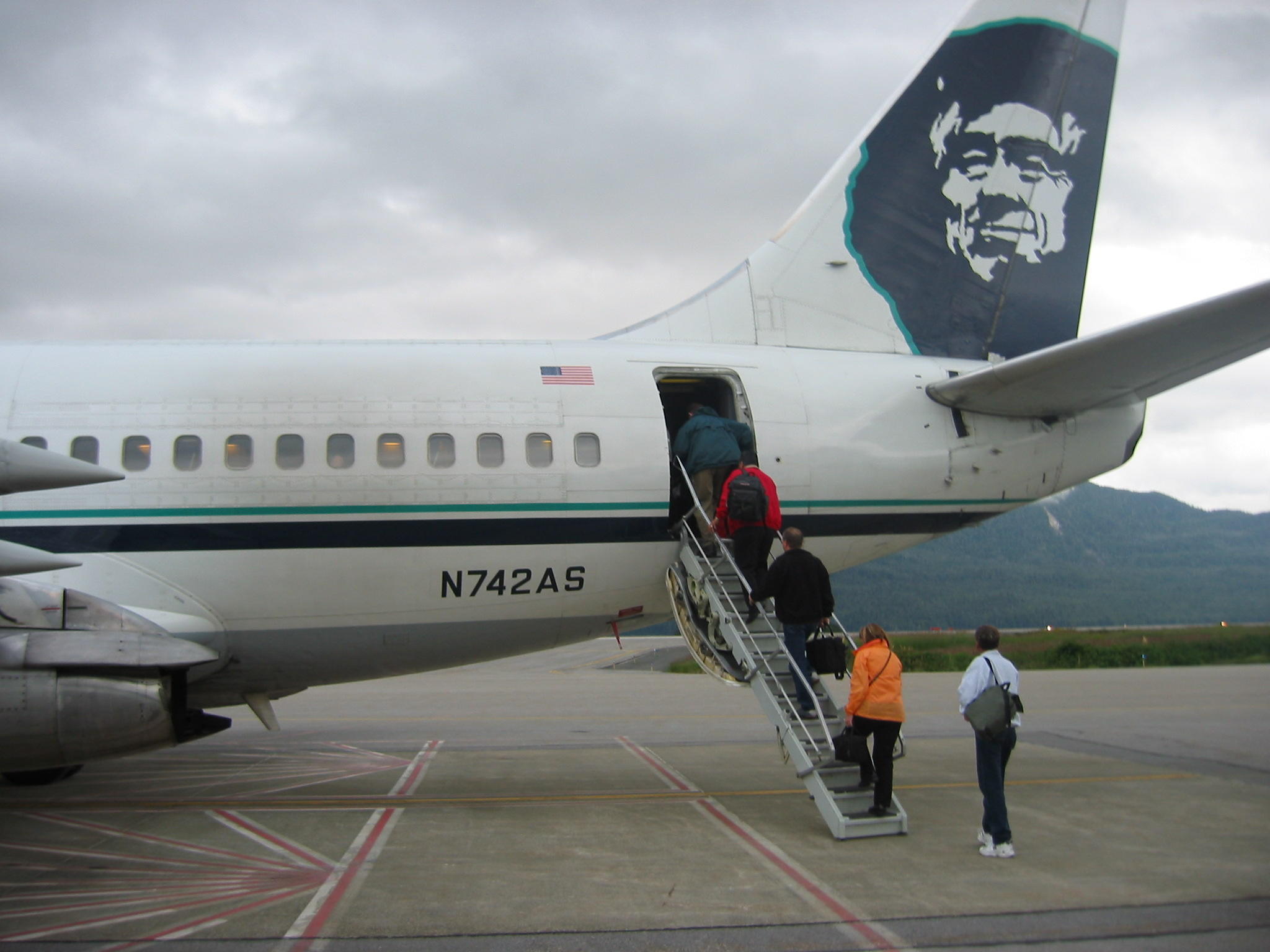
Flugzeugeigene seitliche Treppe als Airstair
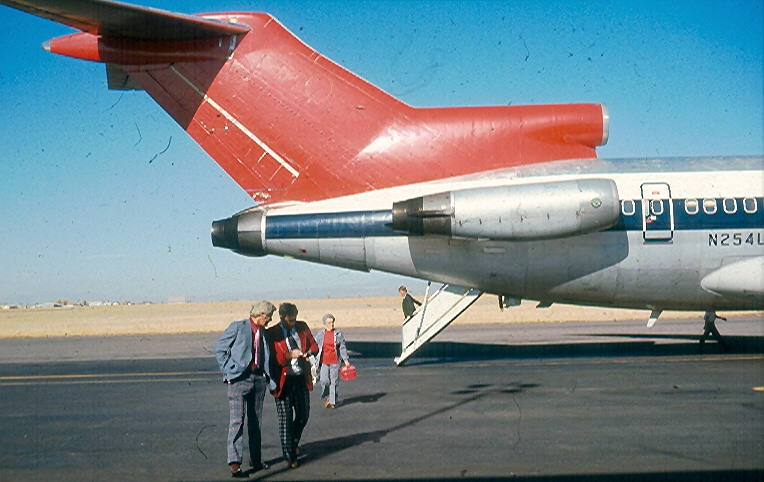
Flugzeugeigene Hecktreppe (airstair) am Heck einer Boeing 727 der Northwest Airlines
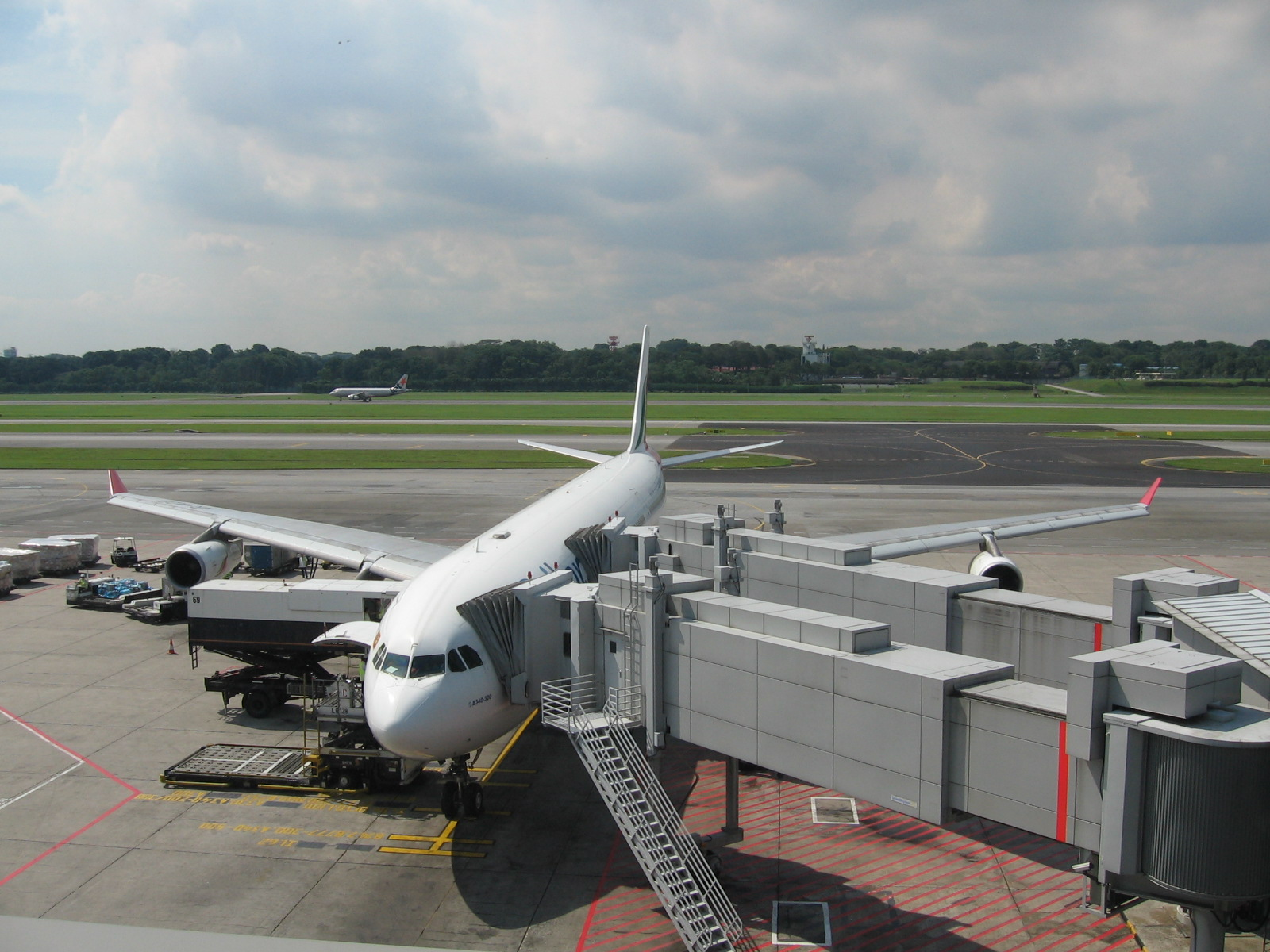
„Zweifingrige“ Fluggastbrücke
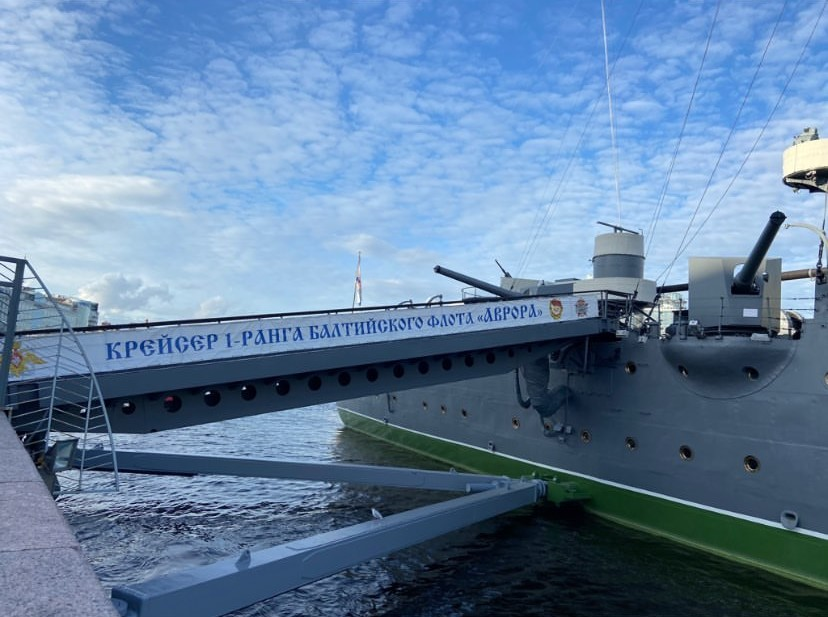
Gangways des Kreuzers "Aurora"
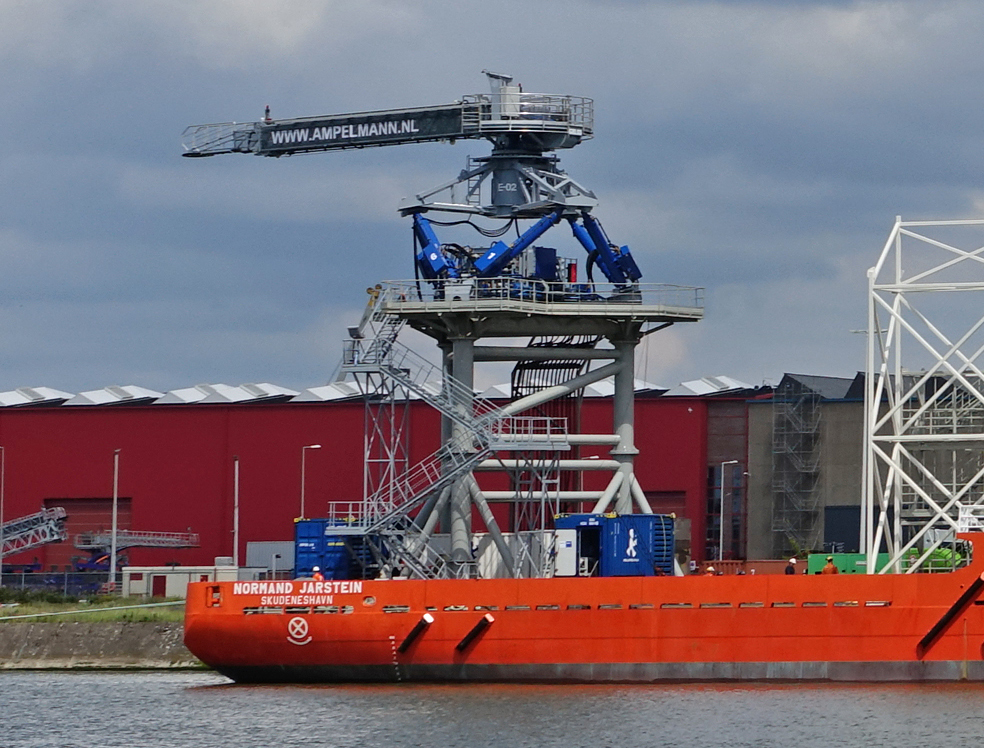
Das Ampelmann system verwendet ein Hexapod für eine Gangway, um den Seegang auszugleichen. Dies erleichtert den Transfer zwischen Versorger und Offshorebauwerken.